# 马克·罗塞特
羅塞特（Marc Rosset，1970年11月7日—），瑞士網球名將，1988年在青少年最高排名第4的身份轉入職業生涯，1989年在日內瓦拿下職業生涯第一個冠軍頭銜，2002年接下瑞士隊戴维斯杯隊長重任。於2005年10月25日正式宣布退休，結束長達17年的職業網球員生涯。
罗塞特職業生涯戰績433勝351負，共贏得15個單打冠軍和8個雙打冠軍，總獎金6,811,693美元。包括1992年法網男雙冠軍，以及當年的巴塞羅那奧運會金牌。羅錫在大滿貫賽單打賽事的最佳成績，是1996年法國網球公開賽打進男單準決賽。羅塞特的職業生涯總獎金為6,811,693美元。
他代表瑞士參加過多次的台維斯盃，最佳成績是1992年打進決賽，但最終敗給了美國，儘管羅錫在單打擊敗了當時世界第一兼澳網和法網雙料男單冠軍得主。
1996年，羅錫和聯手打進決賽，但他因為脾氣暴躁用手擊打廣告看板導致受傷退賽。

## 生涯單打冠軍 (15), 雙打冠軍 (8)
- 1989
  - [單打] : 日內瓦

- 1990
  - [單打] : 里昂

- 1991
  - [雙打] : 日內瓦

- 1992
  - [單打] : 巴塞隆拿奧運會、莫斯科
  - [雙打] : 里昂、法網、羅馬、阿德雷德

- 1993
  - [單打] : 長島、馬賽、莫斯科
  - [雙打] : 瑞士公開賽（格斯塔德）

- 1994
  - [單打] : 長島、馬賽

- 1995
  - [單打] : 德國（盖里韦伯公开赛）、尼斯

- 1997
  - [單打] : 安特衛普
  - [雙打] : 巴塞爾

- 1999
  - [單打] : 聖彼得堡
  - [雙打] : 塔什干

- 2000
  - [單打] : 倫敦、馬賽

## 外部連結
- 官方网站
- 马克·罗塞特（英文/西班牙文）的官方資料
- 马克·罗塞特的國際網球總會 職業／青少年 官方資料（英文）
- 马克·罗塞特的官方資料（英文）